# Antonio Mongitore
Antonio (o Antonino) Mongitore (Palerm, Sicília, 4 de maig de 1663 - 6 de juny de 1743), fou un escriptor, sacerdot i historiador italià. Els seus pares foren Giuseppe i Anna Abbate.
No sabem quan va ser nomenat sacerdot. Era un protegit de Francesco Marchese, canonge de Palerm. Mongitore va entrar al seguici del llavors arquebisbe de Palerm, Ferdinando Bazan y Manriquez, nomenant-lo secretari, entre d'altres càrrecs. Fou canonge de la Catedral de Palerm, i posteriorment fou consultor de l'Inquisició. A banda de la seua faceta eclesiàstica, fou un escriptor prolífic: la seva obra fa referència sobretot a la història i a la literatura de Sicília, però també es dedicà a l'hagiografia d'alguns sants. La seva obra més reconeguda fou Bibliotheca Sicula sive de Scriptoribus siculis notitiae locupletissimae, impresa a Palerm entre 1708 i 1714.
Es troba enterrat a l'església de San Domenico de Palerm.